# Longmire (série télévisée)
Pour les articles homonymes, voir Longmire (homonymie).
Longmire est une série télévisée américaine en 63 épisodes de 42 minutes créée par John Coveny et Hunt Baldwin d'après une série de romans de Craig Johnson et diffusée entre le 3 juin 2012 et le 4 août 2014 sur A&E pour les trois premières saisons, puis du 10 septembre 2015 au 17 novembre 2017 sur Netflix.
En France, la série est diffusée depuis le 30 novembre 2013 sur C8 et au Québec depuis le 26 mai 2014 sur Séries+, mais elle reste inédite dans les autres pays francophones.

## Synopsis
Walter Longmire essaie de se remettre de la mort de sa femme. Avec l'aide de sa fille Cady et son meilleur ami cheyenne Henry Ours Debout (Standing Bear), Walt décide de se représenter pour être réélu shérif du comté d'Absaroka. C'est un comté fictif de l'État du Wyoming, mais les noms de lieux utilisés sont réels. Derrière l'intrigue policière, la série évoque les problèmes d'intégration des Amérindiens, un thème cher à l'auteur.

## Distribution

### Acteurs principaux
- Robert Taylor (VF : Michel Vigné) : Walt Longmire
- Bailey Chase (VF : Denis Laustriat) : Branch Connally
- Katee Sackhoff (VF : Ariane Deviègue) : Victoria « Vic » Moretti
- Cassidy Freeman (VF : Laurence Dourlens)[note 1] : Cady Longmire
- Lou Diamond Phillips (VF : Marc Saez) : Henry Standing Bear
- Adam Bartley (en) (VF : Donald Reignoux) : « The Ferg » Ferguson
- Ralph Alderman : (VF : Marc Moro) : Juge Joseph Mayhew

### Acteurs secondaires
- Louanne Stephens (VF : Cathy Cerdà) : Ruby
- Louis Herthum (VF : Guillaume Orsat) : Omar
- Zahn McClarnon (VF : Jean-Pascal Quilichini) : Officier Mathias
- A Martinez (VF : Patrick Poivey) : Jacob Nighthorse
- Katherine LaNasa (VF : Françoise Cadol) : Lizzie Ambrose
- Peter Weller (VF : Luc Bernard) : Lucian Connally
- John Bishop (VF : Achille Orsoni) : Bob Barnes
- Charles S. Dutton : Détective Fales[4]
- Michael Mosley (VF : Thomas Roditi) : Sean Moretti
- Gerald McRaney : Barlow Connally
- Arron Shiver : Billy Barnes
- Tantoo Cardinal : Marilyn Yarlott
- Steven Culp (VF : Georges Caudron) : Johnson Mace (saison 1)
- Yvonne DeLaRosa (en) (VF : Laëtitia Lefebvre) : Jill LittleFox (saison 1)
- John Pyper-Ferguson (VF : Éric Legrand) : Leland (saison 1)
- Tom Wopat (VF : Gabriel Le Doze) : Shérif Jim Wilkins (saison 1)
- Vic Browder (VF : Jerome Wiggins) : le vétérinaire (saison 1)
- Lee Tergesen (VF : Emmanuel Karsen) : Ed Gorski (saison 2)
- Mädchen Amick (VF : Sophie Baranes) : Deena (saison 2)
- Lochlyn Munro : Grant Thayer (saison 2)
- Ally Walker[5] : Dr Donna Sue Monaghan (saison 4)
- Callum Keith Rennie : Walker Browning (saison 4)
- Dylan Walsh : Shane Muldoon[6] (saison 5)

Version française
Studio de doublage : Dubbing Brothers
Direction artistique : Bruno Dubernat
Adaptation : Nadine Delanoë, Sauvane Delanoë et Véronique Tzeretheli
,
 Source et légende : version française (VF) sur RS Doublage et Doublage Séries Database

## Production
En décembre 2010, A&E commande un pilote du projet de Hunt Baldwin et John Coveny.
En février 2011, l'acteur australien Robert Taylor décroche le rôle principal, rejoint le mois suivant par Katee Sackhoff, Bailey Chase, Cassidy Freeman et Lou Diamond Phillips.
Satisfaits du pilote, A&E commande la série en août. La série est tournée au Nouveau-Mexique. Elle est produite par « The Shepard/Robin Company » en association avec la « Warner Horizon Television ».
Longmire est devenue la série la plus visionnée de la chaîne A&E, avec, pour la première saison un total de 4 millions de spectateurs,.
Le 29 juin 2012, la série a été renouvelée pour une deuxième saison, diffusée à l'été 2013.
Le 29 août, la série a été renouvelée pour une troisième saison, diffusée à l'été 2014.
Le 28 août 2014, A&E met fin à la série. Le 19 novembre 2014, Netflix reprend la série et commande dix nouveaux épisodes pour une diffusion en 2015.
Netflix annonce le 30 octobre 2015 la commande d'une cinquième saison, pour une diffusion en 2016.
Le 2 novembre 2016, la série a été renouvelée pour une sixième et dernière saison, diffusée en 2017.

## Épisodes
| Saison | Saison | Nombre d'épisodes | Jour et heure de diffusion | Diffusion originale sur A&E | Diffusion originale sur A&E | Année | Audience moyenne (en millions) | Audience moyenne (en millions) | Audience moyenne (en millions) |
| Saison | Saison | Nombre d'épisodes | Jour et heure de diffusion | Début de saison             | Fin de saison               | Année | Première                       | Finale                         | Moyenne                        |
| ------ | ------ | ----------------- | -------------------------- | --------------------------- | --------------------------- | ----- | ------------------------------ | ------------------------------ | ------------------------------ |
|        | 1      | 10                | Dimanche 22 h              | 3 juin 2012                 | 12 août 2012                | 2012  | 4.15                           | 4.34                           | 4.00                           |
|        | 2      | 13                | Lundi 22 h                 | 27 mai 2013                 | 26 août 2013                | 2013  | 4.31                           | 4.43                           | 3.70                           |
|        | 3      | 10                | Lundi 22 h                 | 2 juin 2014                 | 4 août 2014                 | 2014  | 3.86                           | 3.68                           | 3.52                           |

### Première saison (2012)
1. Retour au travail (Pilot)
2. La Route noire (The Dark Road)
3. C'est bien dommage (A Damn Shame)
4. Le Cancer (The Cancer)
5. Le Guerrier chien (Dog Soldier)
6. Chasseur de la pire espèce (The Worst Kind of Hunter)
7. Huit secondes (8 Seconds)
8. Une chose incroyablement belle (An Incredibly Beautiful Thing)
9. Chiens, chevaux et indiens (Dogs, Horses, and Indians)
10. Victimes collatérales (Unfinished Business)

### Deuxième saison (2013)
Elle a été diffusée à partir du 27 mai 2013,.
1. Dans la tourmente (Unquiet Mind)
2. Carcasses (Carcasses)
3. Surgit la mort tel le tonnerre (Death Came in Like Thunder)
4. La Route de l'enfer (The Road to Hell)
5. Combattre la douleur (Party's Over)
6. Le Guerrier contraire (Tell it Slant)
7. De bruit et de fureur (Sound and Fury)
8. Le Grand esprit (The Great Spirit)
9. Rouge toscan (Tuscan Red)
10. Le Jour des élections (Election Day)
11. Un dangereux remède (Natural Order)
12. À qui est ce doigt ? (A Good Death Is Hard to Find)
13. Médecine toxique (Bad Medicine)

### Troisième saison (2014)
Elle a été diffusée à partir du 2 juin 2014 sur A&E.
1. Le Guerrier blanc (The White Warrior)
2. Des enfants venus de loin (Of Children and Travelers)
3. Miss nation Cheyenne (Miss Cheyenne)
4. Camping sauvage (In the Pines)
5. Un jour de congé (Wanted Man)
6. Des nouvelles de ma mort (Reports of My Death)
7. Population 25 (Population 25)
8. Moisson (Harvest)
9. Compter les coups (Counting Coup)
10. Et tu redeviendras poussières (Ashes to Ashes)

### Quatrième saison (2015)
est Reprise par Netflix, la saison a été mise en ligne le 10 septembre 2015.
1. Au bord de l'eau (Down by the River)
2. War Eagle (War Eagle)
3. Midi pile (Hig Noon)
4. Bagage encombrant (Four Arrows)
5. À l'aide (Help Wanted)
6. Lumière de l'Aurore (The Calling Back)
7. De l'art de pardonner (Highway Robbery)
8. Hector est là (Hector Lives)
9. Le Franc-tireur (Shotgun)
10. La Loi du silence (What Happens on the Rez…)

### Cinquième saison (2016)
Elle a été mise en ligne le 25 septembre 2016 sur Netflix.
1. Un brouillard qui ne se lève pas (A Fog That Won't Lift)
2. Un bon souvenir (One Good Memory)
3. Une grande petite fille (Chrysalis)
4. Le Loup Judas (The Judas Wolf)
5. Comme chez Peckinpah (Pure Peckinpah)
6. Objection (Objection)
7. Pour le meilleur et pour le pire (From This Day Forward)
8. Légitime défense (Stand Your Ground)
9. L'Étau se resserre (Continual Soirée)
10. Suspension provisoire (The Stuff Dreams Are Made Of)

### Sixième saison (2017)
Composée de dix épisodes, cette dernière saison a été mise en ligne le 17 novembre 2017, sur Netflix.
1. L'Aigle et le balbuzard (The Eagle and the Osprey)
2. La Fièvre (Fever)
3. Merci, Victoria (Thank You, Victoria)
4. Je ne comprendrai jamais (A Thing I'll Never Understand)
5. Toutes mes larmes asséchées (Burned Up My Tears)
6. Faveur et intérêt personnels (No Greater Character Endorsement)
7. Opiacés et antibiotiques (Opiates and Antibiotics)
8. Cow-boy Bill (Cowboy Bill)
9. Le Running Eagle Challenge (Running Eagle Challenge)
10. Toujours se dire au revoir (Goodbye is Always Implied)